# Ponte George Washington
Il ponte George Washington (in inglese: George Washington Bridge, noto informalmente come il GW Bridge, oppure come il GWB, o GW, e affettuosamente come George) è un ponte sospeso che sovrasta il fiume Hudson, collegando il quartiere di Manhattan Washington Heights a Fort Lee nel New Jersey.
L'autostrada Interstate 95 e la U.S. Route 1/9 attraversano il fiume grazie a questo ponte. La U.S. Route 46, che si trova totalmente nello Stato del New Jersey, finisce a metà del ponte al confine dello Stato.
Il ponte ha un livello superiore con quattro corsie in ogni direzione e un livello inferiore con tre corsie in ogni direzione, per un totale di 14 corsie di traffico. Il limite di velocità nel ponte è di 45 mph (70 km/h), anche se la congestione spesso rallenta il traffico. Un passaggio su ogni lato del livello superiore del ponte porta il traffico di pedoni e biciclette. Nel 2007, il ponte George Washington aveva la maggiore capacità veicolare rispetto a qualsiasi altro ponte nel mondo, portando 106 milioni di veicoli/anno, rendendolo il più trafficato ponte per veicoli a motore del mondo, secondo la Port Authority of New York and New Jersey - agenzia governativa bi-statale che possiede e opera diversi ponti, tunnel e aeroporti nell'area.

## Storia

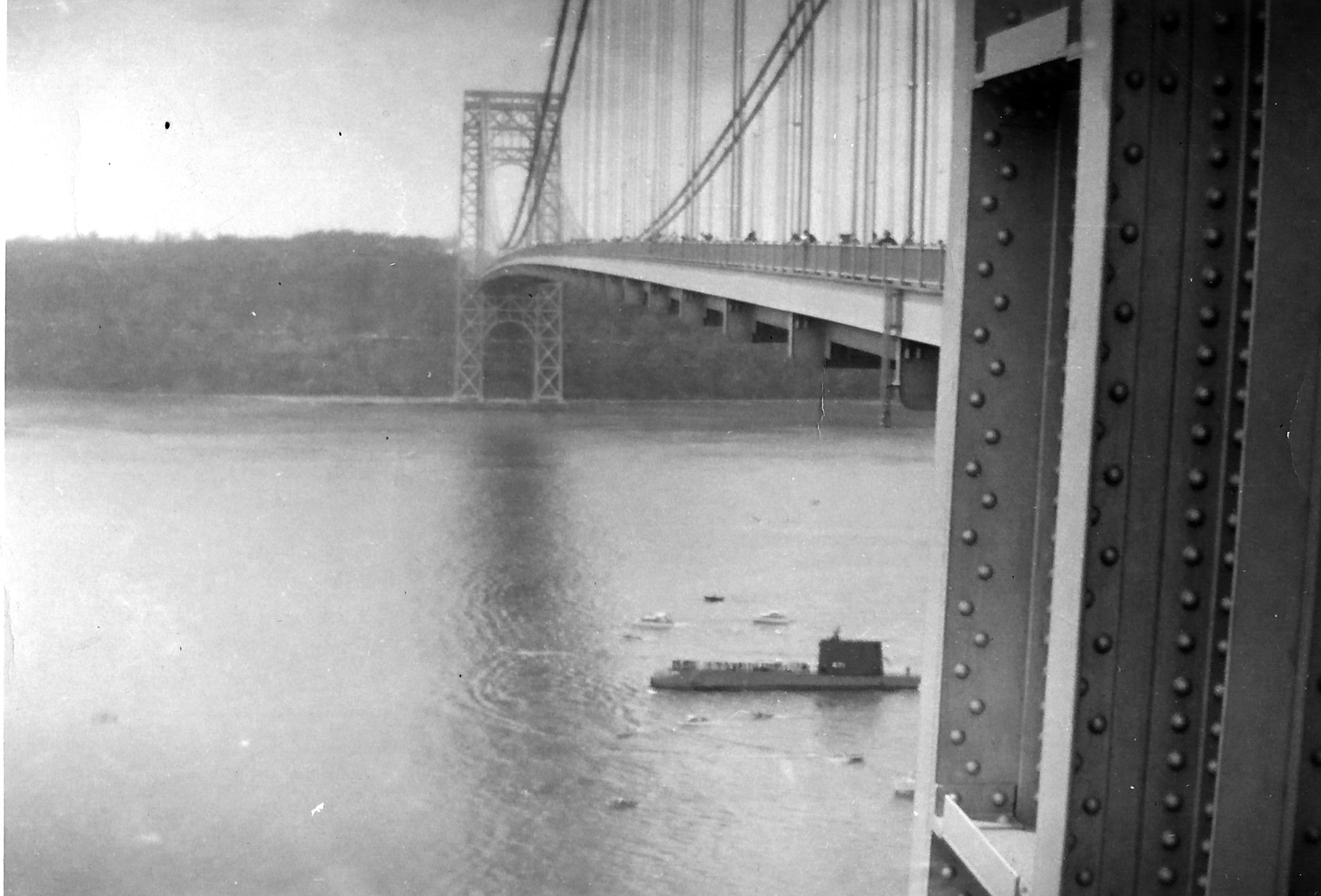
L'USS Nautilus passa sotto il Ponte George Washington nel 1956.

Il movimento di terra per il nuovo ponte cominciò nell'ottobre del 1927, come progetto della Port of New York Authority. Il capo ingegnere era Othmar Ammann, con Cass Gilbert come architetto. Il ponte venne dedicato il 24 ottobre del 1931, ed è stato aperto al traffico il giorno seguente. Inizialmente denominato "Hudson River Bridge," il ponte venne in seguito dedicato a George Washington, il primo Presidente degli Stati Uniti d'America..
Quando venne aperto nel 1931, il ponte sorpassò l'Ambassador Bridge nella lista dei ponti con la maggiore campata al mondo. Con circa 3 500 piedi (1 100 m), riuscì a quasi duplicare il precedente record di 1 850 piedi (560 m). Mantenne questo primato fino all'apertura del Golden Gate Bridge. La lunghezza totale del ponte è di 4 760 piedi (1 450 m).
Nella sua costruzione originaria, il ponte aveva sei corsie per il traffico, ma nel 1946 vennero aggiunte due corsie addizionali. Un secondo ponte inferiore, che era stato anticipato nei piani originali di Ammann, venne ordinato dal colonnello McCammon, dello USACE, e aperto al pubblico il 29 agosto del 1962. Il livello inferiore è stato soprannominato scherzosamente "Martha". Il livello addizionale aumentò la capacità del ponte del 75%, rendendo il George Washington Bridge l'unico ponte a sospensione con 14 corsie di traffico veicolare, disponendo di ben 8 corsie nel livello superiore e 6 in quello inferiore.
Nel progetto originario delle torri del ponte si prevedeva di racchiudere la struttura metallica in cemento armato rivestito da lastre di granito. Ma causa di considerazioni di risparmio imposte dalla crisi della Grande depressione ed alle molte opinioni favorevoli riguardo all'estetica delle nude torri in metallo, questi rivestimenti non vennero mai eseguiti. Le torri in metallo esposto, con il loro distintivi e innumerevoli raccordi metallici a croce di sant'Andrea, sono diventate una delle caratteristiche distintive del ponte.
Le Corbusier disse della struttura in acciaio disadorno:
(When the Cathedrals were White)
Il George Washington Bridge venne dichiarato National Historic Civil Engineering Landmark dalla American Society of Civil Engineers il 24 ottobre del 1981, nel cinquantesimo anniversario della cerimonia di inaugurazione del ponte.

## Connessioni stradali
La Trans-Manhattan Expressway lo collega direttamente con l'Alexander Hamilton Bridge. Ci sono anche delle rampe che collegano il ponte al terminale degli autobus e alla metropolitana di New York.

## Pedaggi

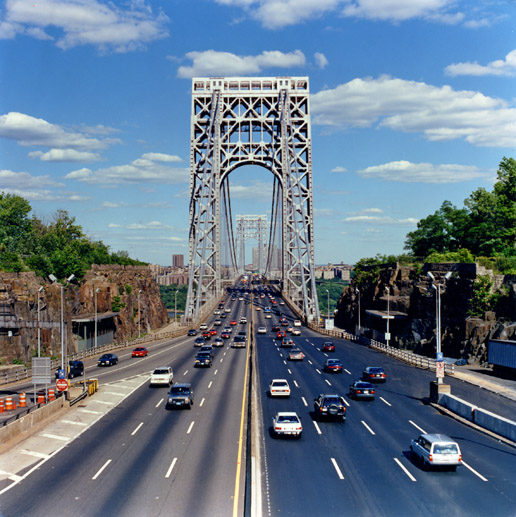
Vista della carreggiata e di una torre

I pedaggi correnti per le macchine sono i seguenti: otto dollari se si paga in contanti, otto dollari nelle ore di punta con E-ZPass e sei dollari se non è ora di punta. Uno sconto speciale di due dollari è disponibile per le macchine con più di tre passeggeri.
Per i motocicli: sette dollari se si paga in contanti, sette dollari nelle ore di punta con E-ZPass e cinque dollari se non è ora di punta.
I camion pagano otto dollari per asse, con sconti notturni e nelle ore di punta.
Il pedaggio viene addebitato una volta sola ed ammonta a circa un milione di dollari al giorno.
Il ponte ha un totale di 31 varchi, 12 nel livello superiore, 12 nel livello inferiore e 7 nel Palisades Interstate Parkway.

## Accesso a pedoni e ciclisti

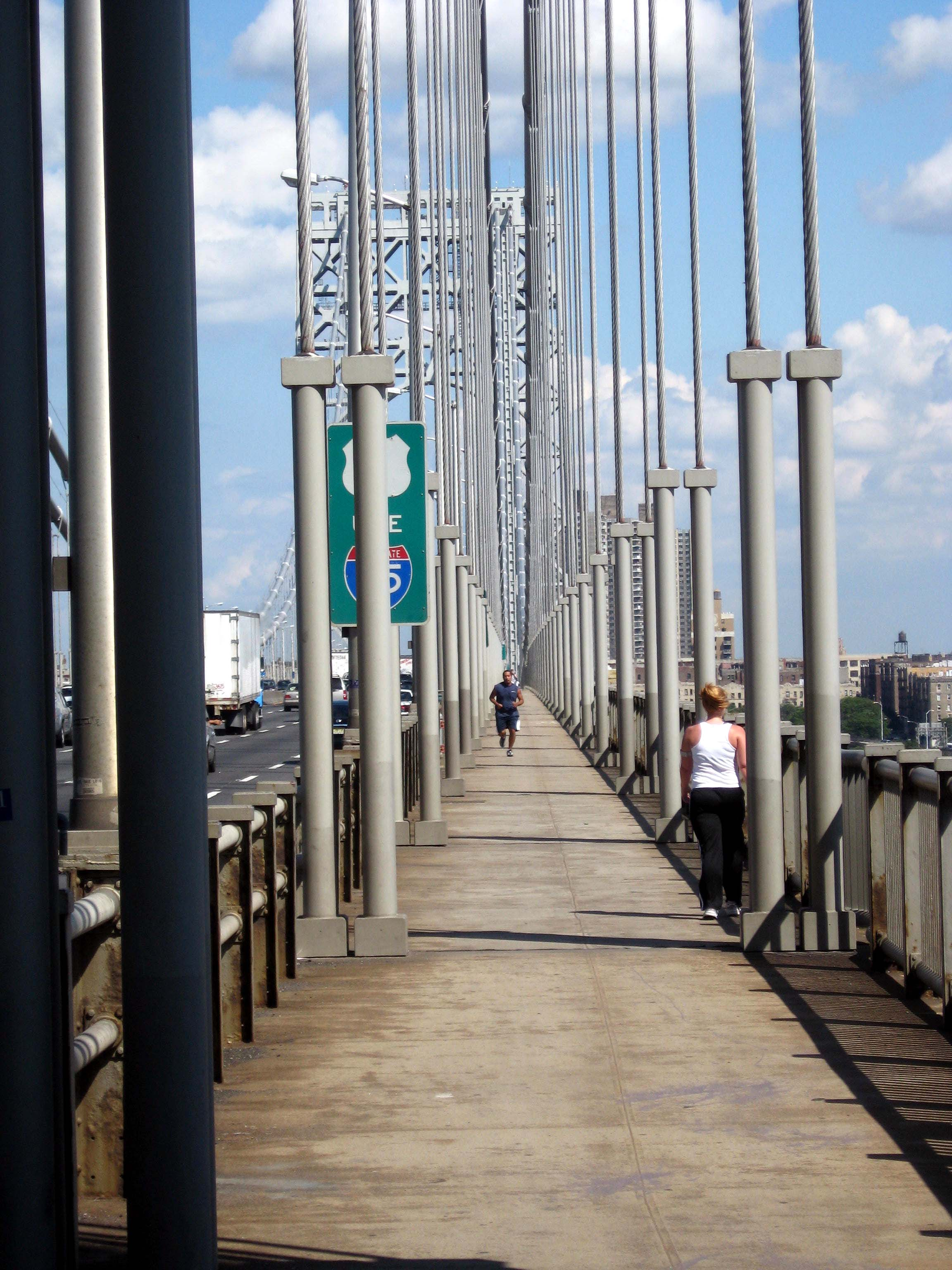
Passerella meridionale

I pedoni devono pagare 10 centesimi, ma le biciclette non sono più tassate.
Il ponte è famoso tra i turisti che viaggiano a piedi, in bici o sui pattini a rotelle. Il marciapiede sud viene condiviso dai ciclisti e dai pedoni. L'entrata a Manhattan è nella 178th Street. Il marciapiede è accessibile dal lato del New Jersey dall'Hudson Terrace. Sempre da qui, i pedoni possono trovare l'inizio del percorso panoramico del ponte che prosegue a nord verso Albany.

## Rotte alternative
All'interno dell'area metropolitana di New York, il Tappan Zee Bridge è una via alternativa che elude la città.
L'Interstate 84, che attraversa l'Hudson sul Newburgh–Beacon Bridge, è spesso usata come alternativa al Ponte George Washington e al Tappan Zee Bridge perché evita le zone centrali.

## Suicidi
Il George Washington Bridge è uno dei luoghi preferiti nella città di New York per commettere suicidio, assieme al Empire State Building.

## Cultura di massa
- Il ponte appare in diverse scene dei film Donnie Brasco e Big.
- Il ponte è visibile nelle prime scene di Cop Land.
- Nel romanzo di James Baldwin Un altro mondo, il personaggio Rufus Scott si suicida buttandosi dal ponte.
- Il ponte è visibile in Il padrino prima della sparatoria al ristorante italiano.
- Il ponte è presente anche nei libri per bambini Il piccolo faro rosso ed il grande ponte grigio, The horse who had his picture in the paper e Tar Beach.
- Nel romanzo di Stephen King Terre desolate i protagonisti cercano un ponte molto simile.
- La scena d'apertura del videogioco del 2001 Metal Gear Solid 2: Sons of Liberty è ambientata sul Ponte George Washington.
- Nina Rosario lo nomina nella canzone "Breathe" del musical di Broadway In the Heights.
- Il brano "George Washington Bridge" di William Schuman è ispirato al ponte.
- La serie tv Castle - Detective tra le righe mostra il ponte nella sigla d'apertura.
- Gwen Stacy, la fidanzata di Spiderman, muore sul ponte in La notte in cui morì Gwen Stacy.